# Volksbank Mittelhessen
Die Volksbank Mittelhessen eG ist eine deutsche Genossenschaftsbank in der Rechtsform einer eingetragenen Genossenschaft mit Sitz in Gießen.
Die 1858 als Gewerbebank Gießen gegründete Volksbank Mittelhessen eG zählt nach zahlreichen Fusionen mit insgesamt 164 ursprünglich selbständigen Banken in den letzten Jahren zu den größten Genossenschaftsbanken.

## Geschichte
1858 wurde von Handwerkern, Bürgern und Kaufleuten die Gewerbebank Gießen gegründet, 1861 erfolgte die Gründung der Gewerbebank Marburg, 1863 die der Bad Nauheimer. Nach Einbrüchen während und nach dem Ersten und Zweiten Weltkrieg wurden mit Ende der 1950er-Jahre wieder mehr Filialen eröffnet.
Die ersten Zusammenschlüsse mit kleineren Kreditunternehmen erfolgten in den 1970er-Jahren. 2003 entstand aus der Volksbank Gießen und der Wetterauer Volksbank die Volksbank Gießen-Friedberg. Zwei Jahre später entstand aus der Fusion mit der Marburger Bank die heutige Volksbank Mittelhessen.
Am 26. Februar 2009 gaben die Vorstände und Aufsichtsräte der Volksbank Mittelhessen eG sowie der Volksbank Wetzlar-Weilburg eG bekannt, den Vertreterversammlungen die Fusion rückwirkend zum 31. Dezember 2008 vorzuschlagen.
Am 3. April 2009 beschloss die Mitgliederversammlung der Volksbank Holzheim mit 95,73 Prozent, ebenfalls rückwirkend zum 1. Januar 2009, mit der Volksbank Mittelhessen eG zu fusionieren. Im Jahre 2019 erfolgte die Fusion mit der Raiffeisenbank eG mit dem Sitz in Ebsdorfergrund-Dreihausen.
Im Jahr 2011 wurde die Volksbank Mittelhessen als erste Bank zu einem Mikrofinanzinstitut des Mikrokreditfonds Deutschland.
Im März 2025 gaben die Volksbank Mittelhessen eG und die Raiffeisenbank im Hochtaunus eG Fusionspläne bekannt.